# 무장향교 대성전
무장향교 대성전(茂長鄕校 大成殿)은 대한민국 전북특별자치도 고창군 무장향교에 있는 건축물이다. 1985년 8월 14일 전라북도의 문화재자료 제107호로 지정되었다.

## 개요
향교는 공자와 여러 성현께 제사를 지내고 지방민의 교육과 교화를 위해 나라에서 세운 교육기관이다.
무장향교는 조선 세종 2년(1420)에 처음 지었는데, 임진왜란과 정유재란을 거치면서 화재로 불타 없어졌다. 그 뒤 헌종 8년(1842)에 다시 지어 오늘에 이르고 있다.
지금 남아 있는 건물로는 대성전, 명륜당, 동재, 서재, 홍살문 등이다.
공자를 중심으로 그의 제자들과 중국과 한국 성현의 위패를 모시고 제사지내는 대성전은 앞면 3칸·옆면 2칸 규모이다. 지붕은 옆면에서 볼 때 사람 인(人)자 모양인 맞배지붕으로 꾸몄다.
조선시대에는 나라에서 토지와 노비·책 등을 지원받아 학생을 가르쳤으나, 지금은 교육 기능은 없어지고 제사 기능만 남아 있다.

## 참고 자료
- 무장향교 대성전 - 국가유산청 국가유산포털